# Lucy Weguelin
Lucy Weguelin (Brighton, 27 oktober 1839 – Bath, 1932), beter bekend onder de naam Lady Smith, was een immigrante in de Engelse kolonie in Brugge. Ze maakte deel uit van de directe kring rond de beroemde Vlaamse dichter Guido Gezelle, maar haar gedrag in Brugge veroorzaakte veel ophef en droeg bij aan de beslissing om Guido Gezelle over te plaatsen naar Kortrijk. Weguelin stond bekend als een bedriegster en bracht Guido Gezelle ernstig in diskrediet.

## Vroege jaren
Lucy Weguelin werd in 1839 geboren als kind van dominee en rector van South Stoke, William Andrew Weguelin (1807-1892) en Emma Hankey (Hackney, 1812 – Londen, 1864). Ze werd op 15 januari 1840 gedoopt in Saint Mark, Kennington, Londen.
William Weguelin vroeg een echtscheiding aan wegens overspel en hij hertrouwde kort daarna. In 1849 kreeg hij nog een zoon John Reinhard Weguelin (1849-1927), die bekend werd als schilder. In 1850 sloot hij zich bij de Oxford Movement aan en bekeerde hij zich tot het katholicisme.
Lucy werd opgevoed door de gegoede familie Hankey aan moederszijde. Bankier Thomson Hankey was haar oom en beheerde haar familieaandeel. In 1863 huwde ze met Ernest Albin Smith (Londen, 1844 – Brisbane, 1930) uit noodzaak en met hem kreeg ze vijf kinderen: Spencer Francis (Londen, 1863), Cecile-Ernest (Londen), Edith-Cathare (Londen,1869), Liliane (Brugge, 1872) en Mathilde (Bath, 1873). Toen haar echtgenoot zijn ambt bij de posterijen om gezondheidsredenen moest opgeven, startten ze een zwerftocht die hen van stad tot stad bracht, telkens een schuldenberg achterlatend.

## Lady Smith in Brugge
Begin 1872 kwamen de Smiths naar Brugge (ze werden ingeschreven in het bevolkingsregister op 6 februari 1872). Ze werden buren van Guido Gezelle die hun vertrouwenspersoon werd. Hij werd dooppeter van hun kind Lilian en steunde hen financieel naarmate de schulden zich opnieuw opstapelden. Gezelles reputatie kwam in het gedrang door hun gedrag en het geroddel van Gezelles dienstmeid Stéphanie Hendryckx (Brugge, 1839 – ?). Zo kreeg hij een gouden horloge cadeau dat niet betaald was. Er ontstonden zelfs geruchten dat Weguelin zou bevallen zijn van dochter Liliane in Gezelles huis. De handtekening van de dichter staat als getuige op de geboorteakte alsook op de overlijdensakte van baby Liliane Smith. Bisschop Faict verbood hem verder contact met de Smiths en plaatste hem in september 1872 over naar Kortrijk. Het incident werd door Gezelles journalistieke tegenstanders gebruikt om hem in diskrediet te brengen. De inboedel van de Smiths werd verkocht. Enkele maanden later volgden ze Gezelle naar Kortrijk om eind 1873 terug te keren naar Bath.

## Afloop
Ernest Smith ging eind 1874 naar Australië. Weguelin zette haar zwervend leven voort met Charles Bertram (Norwich, 1849). Met hem kreeg ze twee kinderen: Charles jr. (Ramsgate, 1877) en Hilda (Brighton, 1878). Op 10 december 1880 kwamen ze opnieuw in Brugge wonen vanuit Liverpool. Begin juli 1881 werden ze door de Brugse rechtbank uit hun woning gezet, omdat ze de huur niet betaald hadden. In 1891 vestigde Lucy Smith zich in Scarborough onder de valse naam Mrs. Brooke. Nadat ze haar huis had ingericht en enkele maanden op krediet had geleefd, verdween ze plotseling zonder haar uitstaande schulden af te lossen. Uit de gegevens van de volkstelling blijkt dat Charles en Lucy Bertram zich in 1901 in Cornwall bevonden. Samen met hen woonden hun zoon Charles Reginald en een dienstmeisje. In 1911 hadden ze zich verplaatst naar Bournemouth. In het voorjaar van 1932 overleed Lucy Bertram, Lady Smith, in Bath.

## Correspondentie met Guido Gezelle
Weguelin en haar echtgenoot Ernest Smith correspondeerden met de dichter Guido Gezelle. Guido Gezelle had ook haar poëziealbum in zijn bezit. De originele brieven bevinden zich in het Guido Gezellearchief van de Openbare Bibliotheek Brugge.

## Naleven
De schandaalsfeer die rond Lady Smith hing, raakte vermengd met andere geruchten rond buitenlandse vrouwen in Brugge. Het zorgde voor speculaties over het gedrag van priesters in Brugge, waarvan politieke vijanden en romanciers graag gebruik maakten. Zo zouden ze van invloed geweest zijn op de romanfiguur Jane Scott uit Bruges La Morte (1892) van Georges Rodenbach. Ook Michel de Ghelderode behandelde het onderwerp in Fastes d’Enfer (1938). Weguelin is ook een onderwerp in de cartoons van Marec.

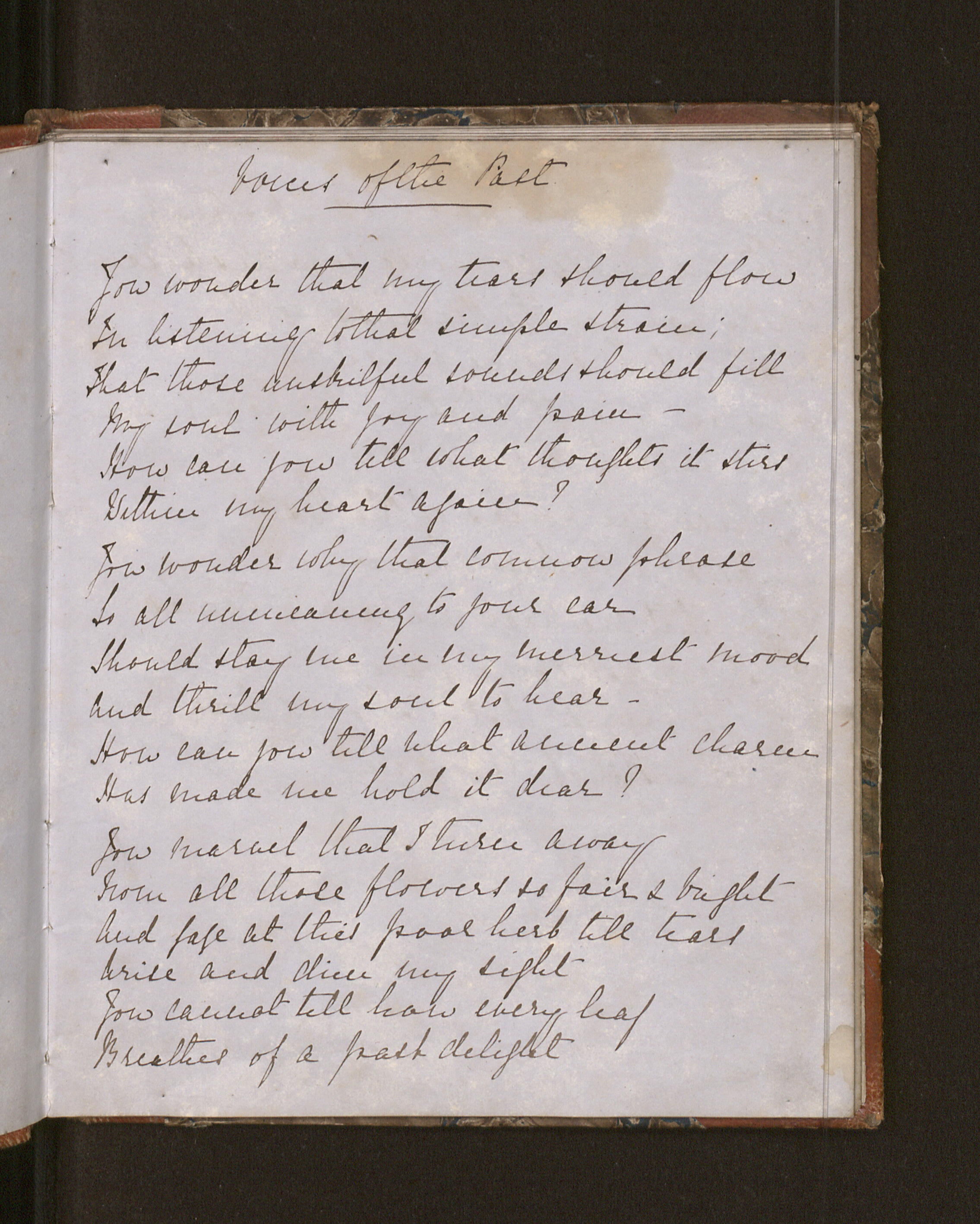
Pagina uit poëziealbum van Lucy Weguelin gegeven aan Guido Gezelle (Guido Gezellearchief, Openbare Bibliotheek Brugge, nr.3116 M)
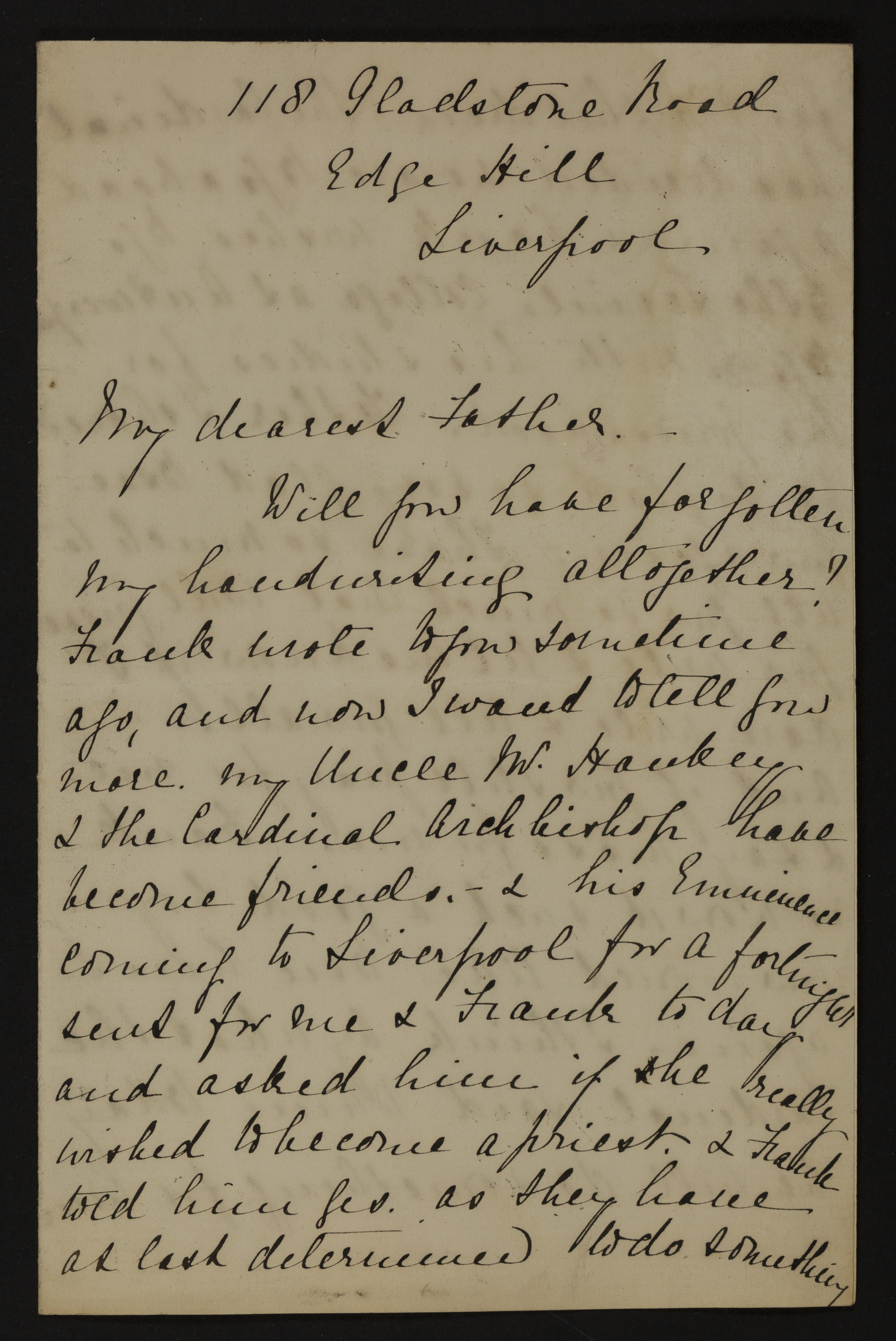
Brief van Lucy Weguelin aan Guido Gezelle uit Liverpool (Guido Gezellearchief, Openbare Bibliotheek Brugge, nr. Aanw. 651)
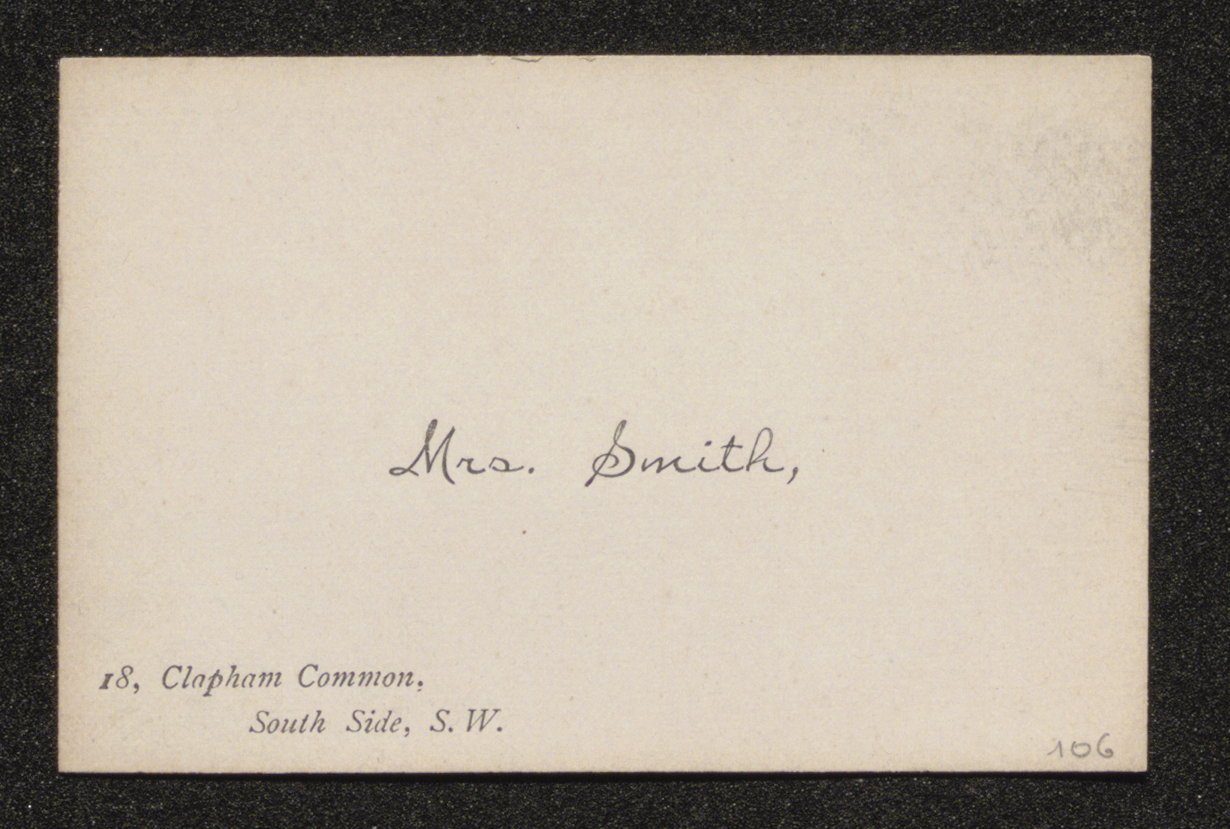
Naamkaartje van Lucy Weguelin gegeven aan Guido Gezelle (Guido Gezellearchief, Openbare Bibliotheek Brugge, nr. 9978, fiche 106)